# Kogekar
|  | Maskinoversættelse og/eller tvivlsomt indhold Denne sides indhold bærer præg af at være en maskinoversættelse og/eller meget dårligt og uklart formuleret. Det vurderes at sproget er så dårligt og eventuelt forkert eller til at misforstå, at det bør omskrives eller oversættes på ny. Du kan hjælpe med at oversætte til korrekt dansk i denne og lignende artikler. Hvis dette ikke sker inden for kort tid, kan en sletning komme på tale. Se evt. denne sides diskussionsside eller i artikelhistorikken. |

Et kogekar er traditionelt set en stor gryde af metal, som bruges til madlavning eller kogning over åben ild eller anden varmekilde. Formen er en halvkugle med en stor åbning, hvorpå et låg kan placeres. 

## Symbolik og mytologi
Kedler er i vid udstrækning faldet ud af brug i industrilande som kogegrej. Mens kedler stadig bruges til praktiske formål, kan brugen af kedler også forbindes med hekseri. I irsk mythologi siges en kedel at være beholderen hvor leprechauns holder deres guld og skat.

## Galleri
- Kogekar hængende på en kæde
- Et bronzealder kar
- En Gamasot, et koreansk kar brugt til at koge ris i
- Trebenede jernpotter i Botswana
- Et romersk bronzekar dateret til 2. århundrede e.Kr.
- Kar anvendt til dødsstraf, Deventer i Holland